# Demarcus Holland
Demarcus Dejuan Holland (* 2. März 1994 in Tyler, Texas) ist ein US-amerikanischer Basketballspieler.

## Karriere
Holland spielte bereits an seiner High School in seiner Heimatstadt Tyler Basketball. Im Anschluss spielte er für die Longhorns der University of Texas at Austin. In seinem Sophomore-Jahr wurde er ins Big 12 All-Conference Defensive Team gewählt. Nachdem er im NBA-Draft 2016 unberücksichtigt geblieben war, spielte er zunächst ein Jahr in der Dominikanischen Republik für Plaza Fernando Valerio. Er nahm nach dem Tod seiner Großmutter danach eine einjährige Auszeit vom Basketball. Im Anschluss spielte er in der NBA G-League für die Farmteams der Los Angeles Lakers und der Los Angeles Clippers, die South Bay Lakers und Agua Caliente Clippers.
Holland wechselte danach zum ersten Mal nach Europa. Seine erste Station war der BC Nokia in der finnischen Korisliiga. Im Januar 2020 wurde er vom deutschen Bundesligisten Hamburg Towers verpflichtet. Bis zum Abbruch der Saison auf Grund der COVID-19-Pandemie in Deutschland kam er auf lediglich vier Einsätze für die Hansestädter. Im Anschluss wechselte er zum thüringischen Verein Science City Jena in die zweitklassige ProA. Er erlitt nach nur fünf gespielten Spielen einen Schienbeinbruch und fiel bis kurz vor dem Ende der Hauptrunde aus. Insgesamt kam er auf 13 Einsätze bei den Thüringern. Im Mai 2021 wechselte er zum mosambikanischen Verein Ferroviário de Maputo in die Basketball Africa League. Er kehrte in sein Heimatland zurück und stand in der NBA G-League bei den Delaware Blue Coats unter Vertrag, 2023 spielte Holland in Venezuela.